# Réforme du Conseil de sécurité des Nations unies
 (août 2024).
Si vous disposez d'ouvrages ou d'articles de référence ou si vous connaissez des sites web de qualité traitant du thème abordé ici, merci de compléter l'article en donnant les références utiles à sa vérifiabilité et en les liant à la section « Notes et références ».
 (mai 2024).
- Si vous ne connaissez pas le sujet, laissez ce bandeau (vous pouvez alors contacter les auteurs).
- Si vous supprimez le contenu mis en cause (vous pouvez préalablement contacter les auteurs),

argumentez précisément cette suppression dans la page de discussion
(un manque de référence n'est pas un argument ; une recherche réelle de référence doit avoir été effectuée, être formellement documentée).
 (mai 2024).
La mise en forme du texte ne suit pas les recommandations de Wikipédia : il faut le « wikifier ».
Les points d'amélioration suivants sont les cas les plus fréquents. Le détail des points à revoir est peut-être précisé sur la page de discussion.
- Les titres sont pré-formatés par le logiciel. Ils ne sont ni en capitales, ni en gras.
- Le texte ne doit pas être écrit en capitales (les noms de famille non plus), ni en gras, ni en italique, ni en « petit »…
- Le gras n'est utilisé que pour surligner le titre de l'article dans l'introduction, une seule fois.
- L'italique est rarement utilisé : mots en langue étrangère, titres d'œuvres, noms de bateaux, etc.
- Les citations ne sont pas en italique mais en corps de texte normal. Elles sont entourées par des guillemets français : « et ».
- Les listes à puces sont à éviter, des paragraphes rédigés étant largement préférés. Les tableaux sont à réserver à la présentation de données structurées (résultats, etc.).
- Les appels de note de bas de page (petits chiffres en exposant, introduits par l'outil «  Source ») sont à placer entre la fin de phrase et le point final[comme ça].
- Les liens internes (vers d'autres articles de Wikipédia) sont à choisir avec parcimonie. Créez des liens vers des articles approfondissant le sujet. Les termes génériques sans rapport avec le sujet sont à éviter, ainsi que les répétitions de liens vers un même terme.
- Les liens externes sont à placer uniquement dans une section « Liens externes », à la fin de l'article. Ces liens sont à choisir avec parcimonie suivant les règles définies. Si un lien sert de source à l'article, son insertion dans le texte est à faire par les notes de bas de page.
- La présentation des références doit suivre les conventions bibliographiques. Il est recommandé d'utiliser les modèles {{Ouvrage}}, {{Chapitre}}, {{Article}}, {{Lien web}} et/ou {{Bibliographie}}. Le mode d'édition visuel peut mettre en forme automatiquement les références.
- Insérer une infobox (cadre d'informations à droite) n'est pas obligatoire pour parachever la mise en page.

Pour une aide détaillée, merci de consulter Aide:Wikification.
Si vous pensez que ces points ont été résolus, vous pouvez retirer ce bandeau et améliorer la mise en forme d'un autre article.

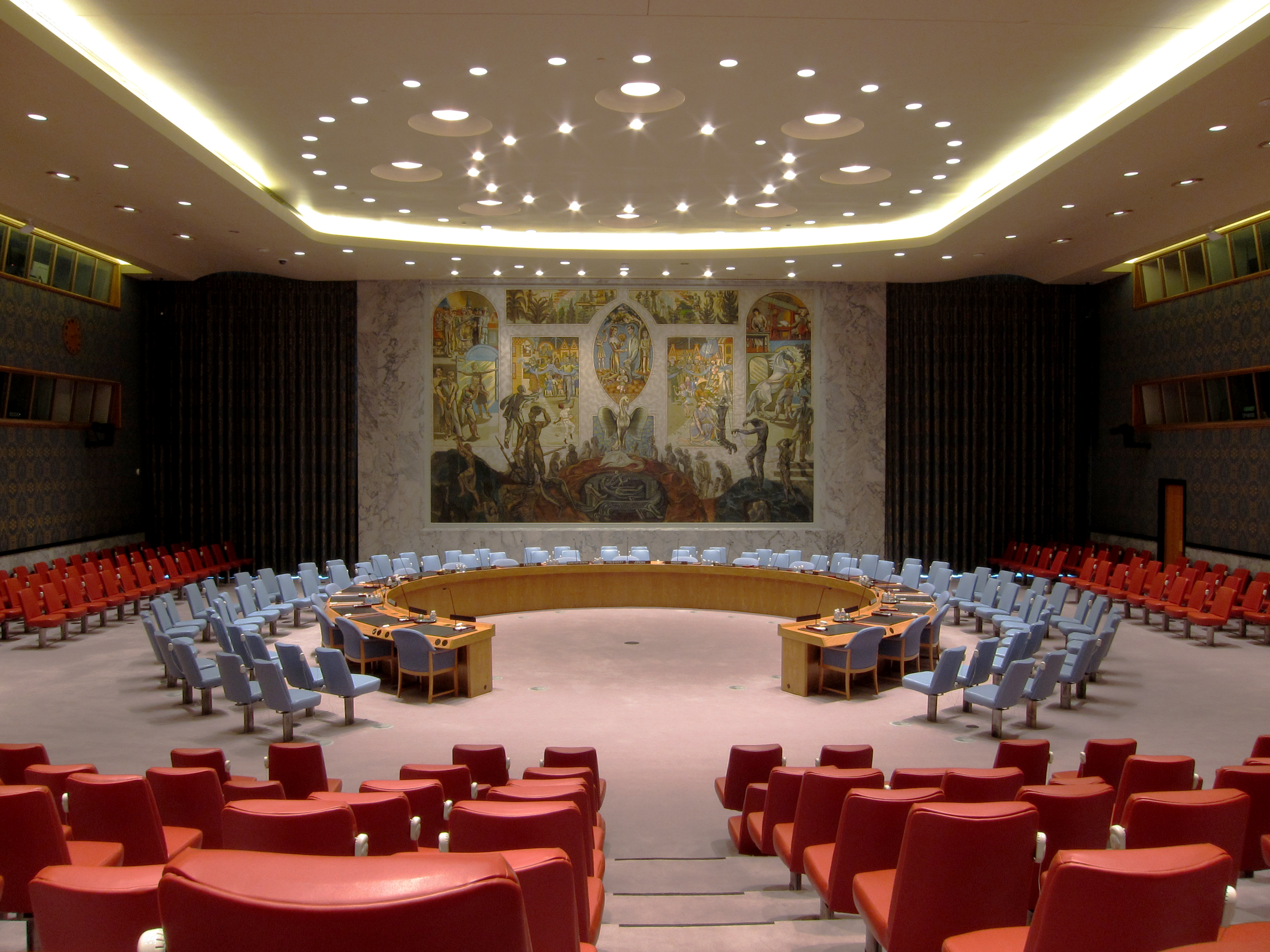
Salle du Conseil de sécurité.

La réforme du Conseil de sécurité des Nations unies englobe cinq questions clés : les catégories de membres, la question du droit de veto des cinq membres permanents, la représentation régionale, la taille d'un Conseil élargi et ses méthodes de travail, et la relation entre le Conseil de sécurité et l'Assemblée générale. Les États membres, les groupes régionaux et d'autres groupements d'intérêt des États membres ont élaboré des positions et des propositions différentes sur la manière d'avancer sur cette question contestée.
Toute réforme du Conseil de sécurité nécessiterait l'accord d'au moins deux tiers des États membres de l'ONU lors d'un vote à l'Assemblée générale et devrait être ratifiée par deux tiers des États membres. Tous les membres permanents du Conseil de sécurité (qui disposent d'un droit de veto) doivent également donner leur accord.
Selon les critiques, les cinq membres permanents, à savoir la France, les États-Unis d'Amérique, le Royaume-Uni, la Russie et la Chine, ont abusé de leur pouvoir en opposant leur veto à des résolutions qui pourraient bénéficier aux États membres mais qui vont à l'encontre des opinions politiques du P5 (cinq États membres permanents). Le principal argument est que ce système n'est pas démocratique et que le pouvoir est déséquilibré au profit des États membres permanents, des pays choisis à la fin de la Seconde Guerre mondiale lors de la création de l'ONU en 1945.

## Histoire
La composition du Conseil de sécurité a été établie en 1945. Depuis lors, les réalités géopolitiques ont radicalement changé, mais le Conseil n'a que très peu évolué. Les vainqueurs de la Seconde Guerre mondiale ont façonné la Charte des Nations unies en fonction de leurs intérêts nationaux, en s'attribuant les sièges permanents et le droit de veto associé. Toute réforme du Conseil de sécurité nécessiterait un amendement à la Charte. L'article 108 de la Charte stipule :

« Les amendements à la présente Charte entreront en vigueur pour tous les Membres des Nations Unies lorsqu'ils auront été adoptés par un vote des deux tiers des membres de l'Assemblée générale et ratifiés, conformément à leurs règles constitutionnelles respectives, par les deux tiers des Membres des Nations Unies, y compris tous les membres permanents du Conseil de sécurité. »

Les membres permanents du Conseil de sécurité des Nations unies.

Avec l'élargissement de la composition des Nations unies allant de pair avec les processus de décolonisation, les anciennes structures et procédures ont été de plus en plus remises en question. Le déséquilibre entre le nombre de sièges au Conseil de sécurité et le nombre total d'États membres est devenu évident, et la seule réforme significative du Conseil de sécurité a eu lieu en 1965 : elle comprenait une augmentation du nombre de membres non permanents, qui est passé de six à dix. Avec l'élection de Boutros Boutros-Ghali au poste de secrétaire général en 1992, les discussions sur la réforme du Conseil de sécurité de l'ONU ont été relancées. Sa motivation était de restructurer la composition et les procédures anachroniques de l'organe de l'ONU pour tenir compte de l'évolution du monde. Au XXIe siècle, le décalage entre la structure du Conseil de sécurité de l'ONU et la réalité mondiale qu'il est censé refléter est devenu encore plus flagrant, à tel point que de nombreux hommes politiques, diplomates et universitaires ont demandé que le Conseil soit réformé au plus tôt pour qu'il reflète la réalité de l'époque actuelle et non celle de sa création. Par exemple, le spécialiste indien de la diplomatie Rejaul Karim Laskar affirme que « pour que l'ONU continue d'exister et d'être pertinente, il est nécessaire de s'assurer qu'elle représente autant que possible la réalité de l'équation du pouvoir dans le monde du XXIe siècle ».

Le Groupe des quatre.

En 1992, le Japon et l'Allemagne étaient devenus les deuxième et troisième contributeurs financiers des Nations unies et ont commencé à réclamer un siège permanent. Le Brésil (cinquième pays en termes de superficie) et l'Inde (premier pays en termes de population), en tant que pays les plus puissants au sein de leurs groupes régionaux et acteurs clés de leurs régions, se voyaient également attribuer un siège permanent. Ce groupe de quatre pays a formé un groupe d'intérêt connu plus tard sous le nom de G4.

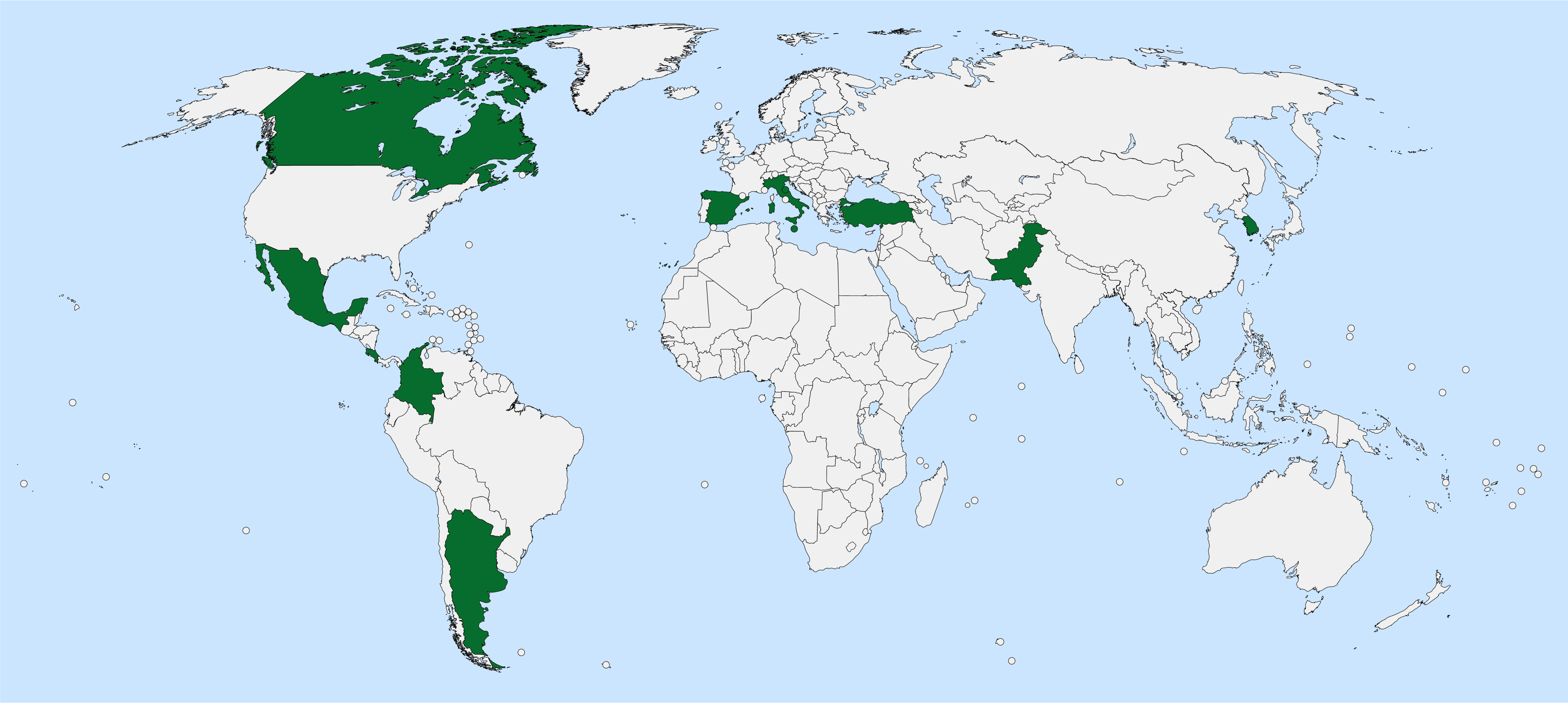
Membres de l'Union pour le Consensus.

D'autre part, leurs rivaux régionaux étaient opposés à ce que les pays du G4 deviennent membres permanents dotés d'un droit de veto. Ils étaient favorables à l'élargissement de la catégorie des sièges non permanents, dont les membres seraient élus sur une base régionale. L'Italie, le Pakistan, le Mexique et l'Égypte ont commencé à former un groupe d'intérêt, connu sous le nom de « Union pour le Consensus ».
Simultanément, le groupe africain a commencé à réclamer deux sièges permanents pour lui-même, sur la base d'injustices historiques et parce qu'une grande partie de l'ordre du jour du Conseil est concentrée sur ce continent. Ces deux sièges seraient des sièges africains permanents, qui tourneraient entre les pays africains choisis par le groupe africain.
Les membres permanents existants, qui disposent chacun d'un droit de veto sur la réforme du Conseil de sécurité, ont annoncé leur position à contrecœur. Les États-Unis soutiennent le statut de membre permanent du Japon et de l'Inde, ainsi qu'un petit nombre de membres non permanents supplémentaires. Le Royaume-Uni et la France ont essentiellement soutenu la position du G4, avec l'élargissement des membres permanents et non permanents et l'accession de l'Allemagne, du Brésil, de l'Inde et du Japon au statut de membre permanent, ainsi que l'augmentation du nombre de pays africains au sein du Conseil. La Chine s'est prononcée en faveur d'une plus forte représentation des pays en développement et a apporté son soutien à l'Inde. La Russie a également soutenu la candidature de l'Inde à un siège permanent au Conseil de sécurité.

## Réforme du droit de veto
« Le Conseil de sécurité actuel ne correspond pas au monde d'aujourd'hui. J'ai encouragé les États membres à engager un dialogue sérieux à ce sujet. Je souhaite poursuivre ce dialogue à l'Assemblée générale des Nations unies, mais les membres permanents ne sont pas d'accord. »

— António Guterres
Le "droit de veto" est souvent cité comme un problème majeur au sein de l'ONU. En exerçant leur droit de veto (établi par le chapitre V de la Charte des Nations unies), les cinq membres permanents peuvent empêcher l'adoption de tout projet de résolution (non "procédural") du Conseil qui n'est pas à leur goût. Même la simple menace d'un veto peut conduire à des modifications du texte d'une résolution, voire à son refus pur et simple ("pocket veto"). Par conséquent, le droit de veto empêche souvent le Conseil d'agir pour résoudre des problèmes internationaux urgents et confère aux "Membres permanents" une grande influence au sein de l'institution des Nations unies dans son ensemble.
Par exemple, le Conseil de sécurité n'a adopté aucune résolution sur la plupart des grands conflits de la guerre froide, notamment l'invasion de la Tchécoslovaquie par le Pacte de Varsovie, la guerre du Viêt Nam et la guerre soviéto-afghane. Les résolutions portant sur des problèmes plus actuels, tels que le conflit entre Israël et la Palestine ou le développement présumé d'armes nucléaires par l'Iran, sont également fortement influencées par le veto, qu'il s'agisse de son utilisation réelle ou de la menace de son utilisation. En outre, le veto s'applique à la sélection du secrétaire général de l'ONU, ainsi qu'à toute modification de la Charte de l'ONU, ce qui confère aux membres permanents une grande influence sur ces processus.
Les discussions sur l'amélioration de l'efficacité et de la réactivité des Nations unies face aux menaces qui pèsent sur la sécurité internationale portent souvent sur la réforme du droit de veto du Conseil de sécurité des Nations unies. Les propositions sont les suivantes : limiter l'utilisation du droit de veto aux questions vitales de sécurité nationale ; exiger l'accord de plusieurs États avant d'exercer le droit de veto ; abolir complètement le droit de veto ; et entamer la transition stipulée dans l'article 106 de la Charte, qui exige le maintien du principe de consensus. Toute réforme du droit de veto sera très difficile à mettre en œuvre. Les articles 108 et 109 de la Charte des Nations unies accordent aux membres permanents un droit de veto sur tout amendement à la Charte, leur demandant d'approuver toute modification du droit de veto du Conseil de sécurité qu'ils détiennent eux-mêmes.
En 2013, la France a proposé une autorégulation des cinq membres permanents du Conseil de sécurité à ne pas recourir au veto lorsqu’une situation d’atrocité de masse est constatée.
En 2024, les États-Unis propose la création de deux sièges permanents au Conseil de sécurité pour des pays africains, en cas d’élargissement du Conseil de sécurité, mais « sans droit de veto » ; selon Pape Ibrahima Kane, juriste et spécialiste des questions africaines « deux postes permanents sans droit de veto, c'est juste pour faire de la figuration »,.